# Каллаи-Сондерс, Андраш
Андраш Каллаи-Сондерс, также известный как Каллаи-Сондерс (венг. и англ. András Kállay-Saunders; род. 28 января 1985 года, Нью-Йорк, США) — венгерско-американский музыкант и автор песен, представитель Венгрии на конкурсе песни «Евровидение 2014», с песней «Running»

## Биография
Андраш Каллаи-Сондерс родился 28 января 1985 года в Нью-Йорке, США, в семье венгерской модели Каталин Каллаи и американского соул-певца и продюсера Фернандо Сондерса.
На протяжении большей части детства, его отец ездил по всему миру и в присутствии своего сына играл с Лучано Паваротти, Джеффом Беком, Лу Ридом, Джоном Маклафлином. В частности, с Лу Ридом Фернандо Сондерс сделал 11 альбомов. Когда отец взял его в Детройт и показал ему, как началась его музыкальная карьера, Андраш проникся любовью к музыке.

### Музыкальная карьера
В 2011 году Андраш решил посетить Венгрию, чтобы провести время со своей болеющей бабушкой. В это время он заметил рекламный ролик на одном из венгерских телеканалов с призывом к талантливым певцам участвовать в прослушивании конкурса талантов «Megasztár».
Каллаи-Сондерс стал четвёртым на конкурсе и вскоре подписал контракт с «Universal». Затем он выпустил два сингла «Csak Veled» (Only with You) и «I Love You», ставшими очень популярными в Венгрии, достигнув 7 и 2 пунктов соответственно в топ-40 Венгрии.
В августе 2012 года Каллаи-Сондерс сотрудничал со шведским рэпером Rebstar и американским продюсером DJ Pain 1. Их совместный сингл «Tonight» занял 4 место в топ-40 Венгрии, став третьим хитом Каллаи и дойдя до топ-10 хит-парадов.
В ноябре 2012 года Каллаи-Сондерс объявил об уходе из «Universal» и подписал контракт со шведским лейблом «Today Is Vintage».
20 декабря 2012 года Каллаи-Сондерс выпустил новый сингл «My Baby», завоевавшим 9 февраля на венгерском отборе Евровидения 48 из 50 голосов членов жюри.

### Участие на конкурсе песни «Евровидение»

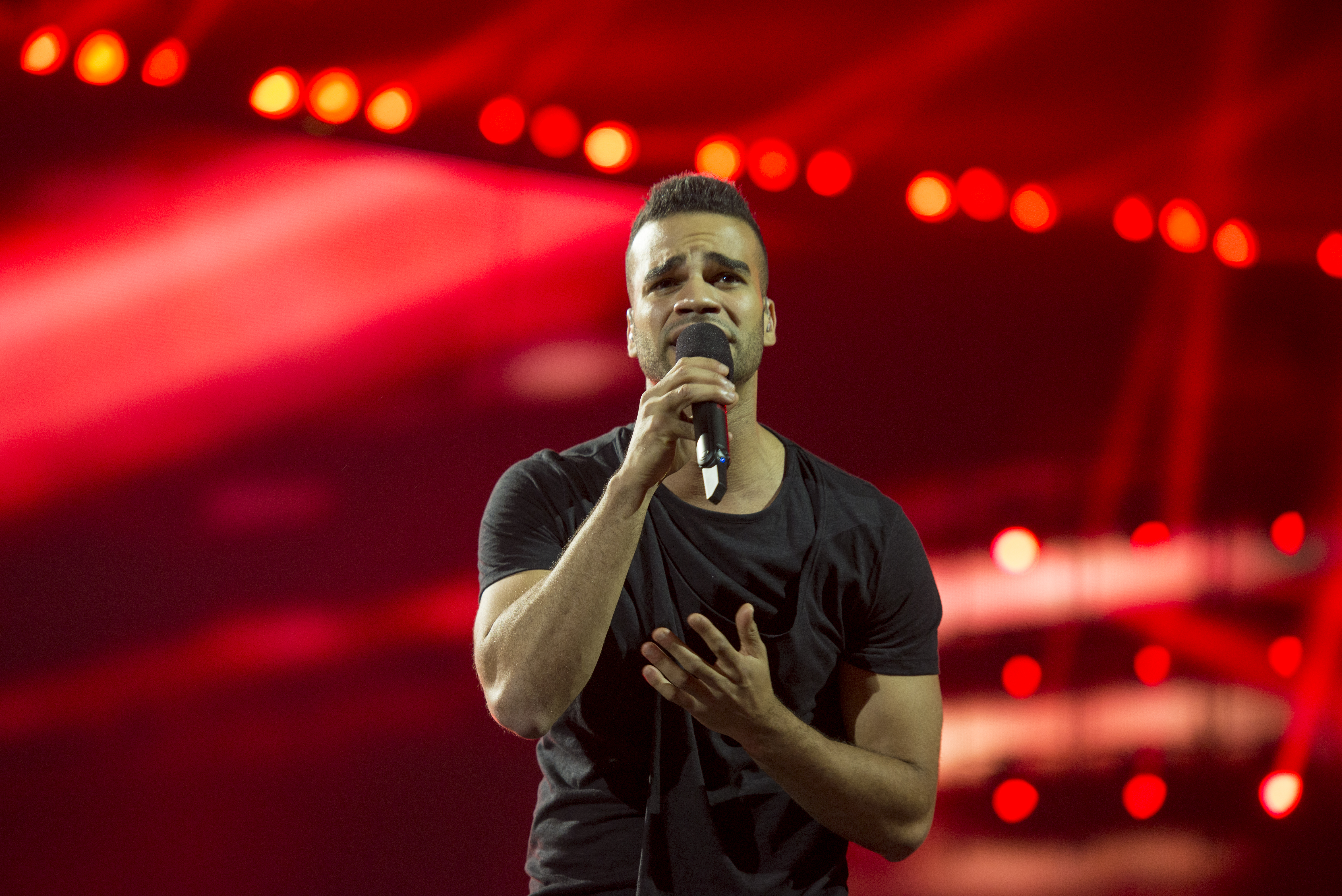
Андраш Каллаи-Сондерс исполняет свою песню на генеральной репетиции 5 мая

В 2014 году Андраш Каллаи-Сондерс стал представителем Венгрии на конкурсе песни «Евровидение 2014», с песней «Running», в которой речь идет не о любви и не о счастье, а о домашнем насилии. Андраш признался, что:
Эта композиция не была предназначена для исполнения на «Евровидении», я собирался петь вообще совсем другую песню, и случайно совсем в студии обнаружил, что есть и такая вещица. Её назвали «Running». Я её внимательно прослушал, и многое мне напомнило историю моей близкой подруги, которая испытала ужасы насилия в детстве, я тут же решил, что мне нужна именно «Running» для того, чтобы выступать на концерте «Евровидения», и я тут же начал писать новый текст.
6 мая Андраш Каллаи-Сондерс выступил с песней «Running» на полуфинале конкурса «Евровидение», проходящим в залах B&W — доках бывшей судоверфи «Burmeister & Wain» на острове Рефсхалеёэн в восточной части Копенгагена. По итогам голосования был объявлен вторым, после Сергея Четковича с песней «Moj svijet» из Черногории, и таким образом прошёл в финал.
10 мая в финале по итогам голосования Андраш Каллаи-Сондерс занял пятое место со 143 баллами.

## Дискография

### Альбомы
- Delivery Boy (TBD)

### Синглы
- Csak Veled (Only with You) (2011)
- I Love You (2012)
- Tonight feat. Rebstar (2012)
- My Baby (2013)
- Play My Song feat. Rebstar (2013)